# Djibril Sidibé
Djibril Sidibé (* 29. Juli 1992 in Troyes) ist ein französischer Fußballspieler. Der rechte Verteidiger und Weltmeister von 2018 steht beim FC Toulouse unter Vertrag.

## Persönliches
Sidibés Familie stammt aus Mali. Er wuchs in Troyes mit drei Schwestern und zwei Brüdern auf. Sidibé ist Muslim.

## Karriere

### Vereine
Sidibé begann seine Karriere im Jahr 2000 in der Jugendabteilung von ES Troyes AC. Für dessen erste Mannschaft debütierte er am 19. März 2010 im Alter von 17 Jahren beim 1:1 gegen die AS Moulins in der drittklassigen National. Nach dem Aufstieg am Saisonende kam Sidibé in der Spielzeit 2010/11 sechsmal in der Ligue 2 zum Einsatz und schaffte mit der Mannschaft den Klassenerhalt. In der Saison 2011/12 entwickelte er sich in Troyes zum Stammspieler und stieg mit dem Team als Tabellendritter in die Ligue 1 auf.
Zur Spielzeit 2012/13 wechselte Sidibé zum OSC Lille. Bei seinem Erstligadebüt am 25. August 2012 im Auswärtsspiel am dritten Spieltag gegen den OGC Nizza gelang ihm mit dem Tor zum 2:2-Endstand sein erstes Tor in der Ligue 1. In seiner ersten Saison in der höchsten französischen Spielklasse kam er neben 14 Ligaeinsätzen auch zu 3 Spielen in der Champions League. Dabei erzielte er am 20. November 2012 ein Tor beim 2:0-Auswärtssieg gegen BATE Baryssau. In der Gruppenphase der Champions League schieden die Nordfranzosen als Gruppenletzter aus, in der Liga pendelte der OSC Lille zwischen einem Mittelfeldplatz sowie dem oberen Drittel der Tabelle und belegte zum Saisonende den fünften Platz. In der folgenden Spielzeit absolvierte Sidibé sechs Einsätze mehr, war allerdings nicht immer gesetzt. Diesmal qualifizierte sich der OSC Lille, der nach anfänglichen Schwierigkeiten ab dem elften Spieltag überwiegend Dritter war, für die dritte Qualifikationsrunde für die Königsklasse und setzte sich dort gegen den Grasshopper Club Zürich durch, schied allerdings in den Play-offs gegen den FC Porto aus. In der Liga pendelte Sidibé zwischen Stammplatz und Ersatzbank und konnte nicht an die erfolgreiche Vorsaison anknüpfen; zum Ende der Saison belegte der OSC Lille den achten Platz. Seine vierte und letzte Saison in Nordfrankreich bedeutete seinen Durchbruch und er kam in 37 Partien zum Einsatz, dabei gelangen ihm 3 Vorlagen und 4 selbst erzielte Treffer. In dieser Spielzeit spielte der OSC Lille zwischenzeitlich gegen den Abstieg und belegte zum Saisonende den sechsten Platz.
Zur Saison 2016/17 wechselte Sidibé zum Ligakonkurrenten AS Monaco, bei dem er einen Fünfjahresvertrag unterschrieb. Im Fürstentum Monaco erkämpfte sich Sidibé einen Stammplatz und trug mit 6 Vorlagen nebst 2 selbst erzielten Toren zum Gewinn der Meisterschaft bei. Zudem erreichte die AS Monaco in der Champions League das Viertelfinale, in der die Monegassen gegen Juventus Turin ausschieden. International konnte der Verein aus dem Fürstentum nicht an die Erfolge aus der Vorsaison anknüpfen und so schieden sie in der neuen Saison in der Gruppenphase in der Königsklasse als Gruppenletzter aus. Sidibé blieb dennoch Stammspieler und trug mit 8 Vorlagen und 2 Toren zum Gewinn der Vizemeisterschaft bei. Die Folgesaison verlief nicht gut und so spielte die AS Monaco gegen den Abstieg, am Ende konnte mit dem 17. Platz der Klassenerhalt gesichert werden. Sidibé blieb ohne Torerfolg, konnte allerdings 3 Tore vorbereiten. Die Spielzeit 2019/20 verbrachte er auf Leihbasis beim FC Everton. Im Sommer 2022 lief sein Vertrag in Monaco aus und kurze Zeit später schloss er sich dem griechischen Erstligisten AEK Athen an.
Im Sommer 2024 wechselte Sidibé zum FC Toulouse.

### Nationalmannschaft
Sidibé spielte von November 2011 bis Juni 2013 zehnmal für die französische U20-Nationalmannschaft. Am 10. Oktober 2013 kam er beim 4:1-Sieg gegen Armenien einmal für die U21-Auswahl zum Einsatz.
Am 1. September 2016 debütierte Sidibé beim 3:1-Sieg im Freundschaftsspiel gegen Italien in der A-Nationalmannschaft. Im Mai 2018 wurde er in den französischen Kader für die Weltmeisterschaft 2018 in Russland berufen. Im Turnier kam Sidibé einmal zum Einsatz und wurde mit seiner Mannschaft nach einem 4:2-Finalsieg über Kroatien Weltmeister.

## Erfolge

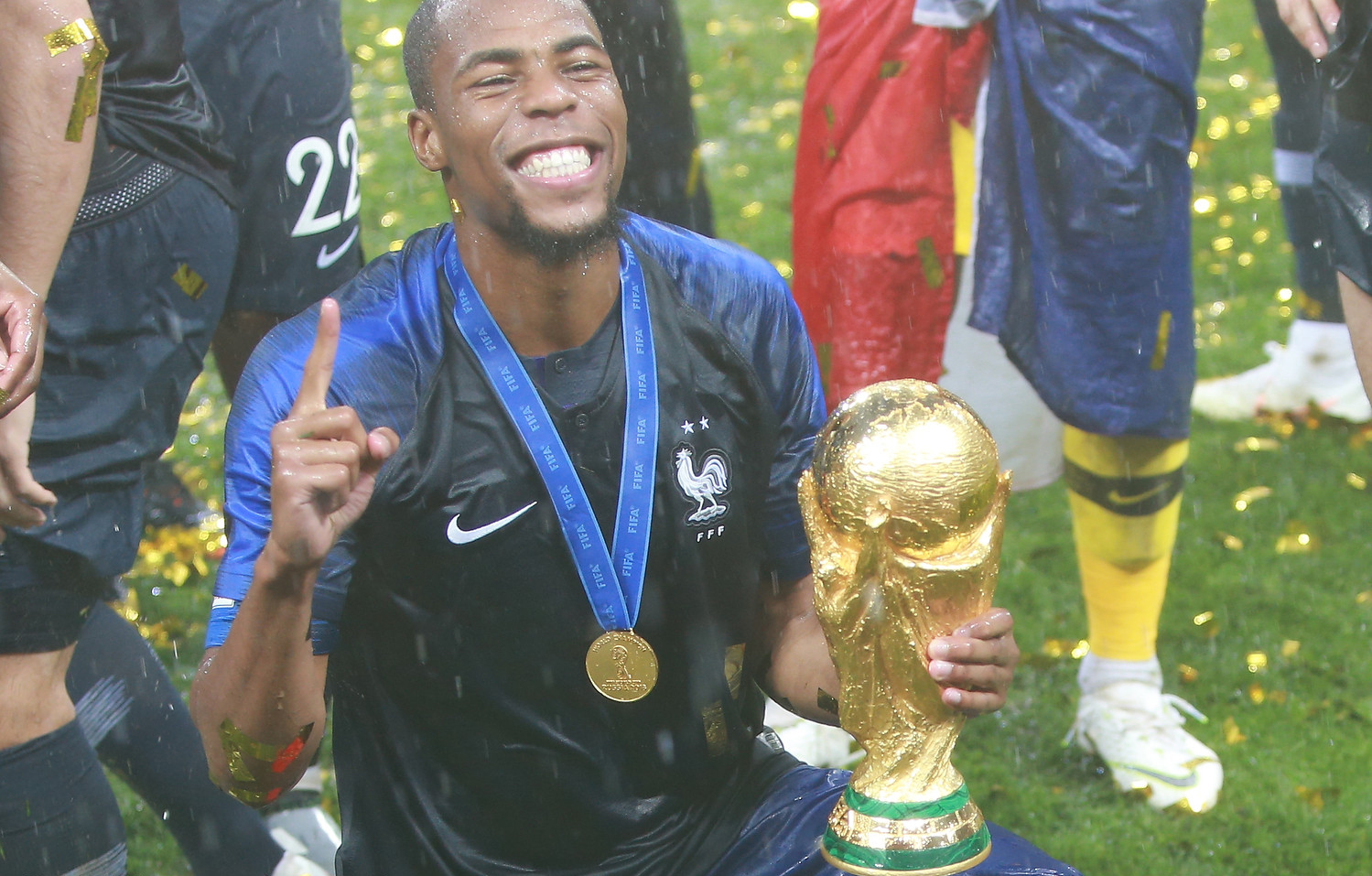
Sidibé mit dem WM-Pokal (2018)

ES Troyes AC
- Aufstieg in die Ligue 2: 2010
- Aufstieg in die Ligue 1: 2012

AS Monaco
- Französischer Meister: 2017

Nationalmannschaft
- Weltmeister: 2018